# Chelone (Mythologie)
Chelone (altgriechisch Χελώνη Chelṓnē, deutsch ‚Schildkröte‘) ist in der griechischen Mythologie eine Jungfrau, die von Hermes in eine Schildkröte verwandelt wurde.
Vom Götterboten Hermes wurden anlässlich der Hochzeit von Zeus und Hera alle Götter, Menschen und Tiere eingeladen, Chelone blieb aus Verachtung vor der Hochzeit als einzige zu Hause. Als Hermes ihr Fehlen bemerkte, stieg er zur Erde hinunter, warf Chelone mitsamt ihrem Haus in einen Fluss und verwandelte sie in eine Schildkröte, die ihr Haus stets auf dem Rücken tragen muss.
Nach Chelone wurden die Schildblumen, eine Gattung der Wegerichgewächse, und ein antikes Belagerungsgerät benannt.